# Varius Manx symfonicznie. Tyle siły mam
Varius Manx symfonicznie. Tyle siły mam – album z największymi przebojami zespołu Varius Manx w symfonicznych aranżacjach. Znajdują się tutaj fragmenty koncertu, który został zarejestrowany 8 kwietnia 2006 w Muzycznym Studiu Polskiego Radia im. Agnieszki Osieckiej. W czasie tego występu Robert Janson i spółka wykonali m.in. utwory „Orła cień”, „Zanim zrozumiesz” czy „Piosenka księżycowa” z udziałem orkiestry smyczkowej pod kierownictwem Marcina Wolniewskiego. Całość uzupełniają trzy, nowe studyjne nagrania: „Tyle siły mam”, „Bezimienna” i „Carry”.

## Lista utworów

### Koncert
1. Zapowiedź Moniki Kuszyńskiej – 0:42
2. „Jestem twoją Afryką” – 3:25
3. „Ten sen” – 3:19
4. „Jestem Tobą” – 4:15
5. „Piosenka księżycowa” – 3:51
6. „Happy People” – 2:49
7. „Mówią mi” – 3:05
8. „Pocałuj noc” – 3:29
9. „Pamiętaj mnie” – 4:44
10. „Bezimienna” – 3:43
11. „Orła cień” – 2:52
12. „Moje Eldorado” – 4:26
13. Zapowiedź Moniki Kuszyńskiej – 0:38
14. „Zanim zrozumiesz” – 4:14
15. „Wstyd” – 5:55
16. „Tyle siły mam” (utwór studyjny) – 3:36
17. „Bezimienna” (utwór studyjny) – 3:28
18. „Carry” (utwór studyjny) – 4:12